# Michael Hampe (Philosoph)

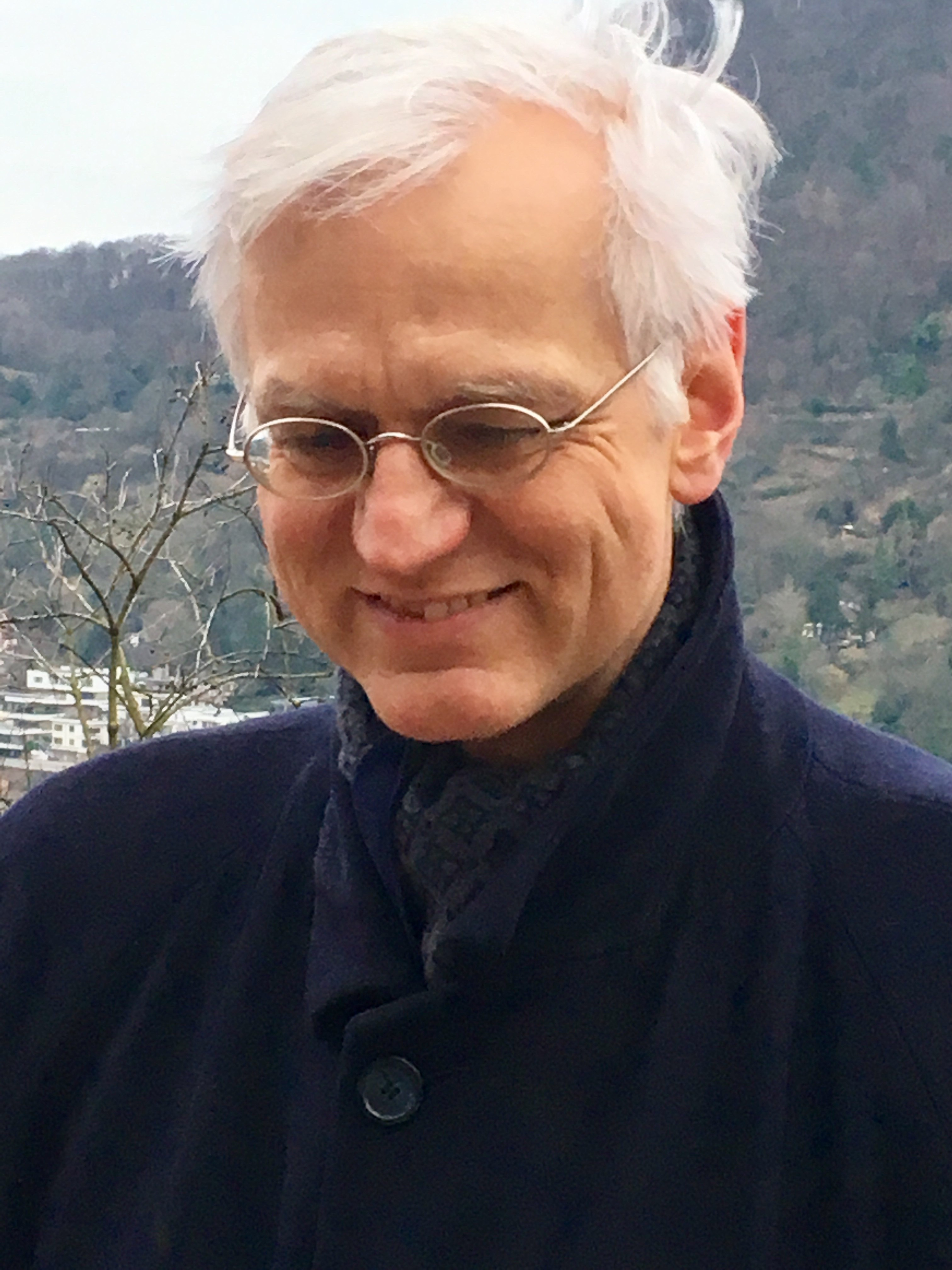
Michael Hampe (2017)

Michael Hampe (* 18. Juni 1961 in Hannover) ist ein deutscher Philosoph, der einen Lehrstuhl an der ETH Zürich innehat.

## Leben
Michael Hampe studierte Philosophie, Psychologie und Germanistik an den Universitäten in Cambridge und Heidelberg, wo er 1984 auch abschloss. Danach studierte er von 1984 bis 1989 Biologie in Heidelberg, wobei er sich besonders für Neurobiologie und Genetik interessierte. Hampe wurde 1989 promoviert und habilitierte sich 1994 in Heidelberg.
Von 1990 bis 1992 war er Visiting Professor für Philosophie am Trinity College in Dublin, 1994 und 1995 Mitglied des Wissenschaftskollegs zu Berlin. Danach dozierte er an der Universität Kassel (1997–1999) und an der Universität Bamberg (1999–2003). Am 1. Oktober 2003 trat Hampe seine Professur an der ETH Zürich an. Hier lehrt er im Departement für Geistes-, Sozial und Staatswissenschaften und war Mitglied des Zentrums Geschichte des Wissens von 2005 bis 2016.

## Arbeitsschwerpunkte
Arbeitsschwerpunkte sind die Geschichte der Philosophie in der frühen Neuzeit, vor allem Hobbes und Spinoza, die Prozessphilosophie Alfred North Whiteheads und der Pragmatismus. Vor diesem Hintergrund befasst er sich auch mit dem Verhältnis von Behauptungen, Begründungen und Erzählungen in Philosophie und Literatur. Hampe untersucht historisch und systematisch die Folgen der Hypothese, dass die Welt aus Geschichten von Einzeldingen besteht. Ein solcher Partikularismus ginge einher mit einem Nominalismus, wie ihn in der neuzeitlichen Philosophie etwa Thomas Hobbes und Nelson Goodman vertreten haben und würde dem Erzählen, das sich in der Beschreibung der Einzelwesen der Welt ständig revidiert, einen höheren Erkenntniswert zugestehen als dies gegenwärtig in wissenschaftlich geprägten Kulturen der Fall ist. Sprache müsste vor diesem Hintergrund als ein Werkzeug, das in Gemeinschaften von menschlichen Einzelwesen entwickelt wurde, gedeutet werden. Hampe kritisiert in diesem Zusammenhang die Fokussierung der Philosophie auf „Grossbegriffe“ wie „Glück“, „Freiheit“, „Natur“, „Vernunft“ in einigen Werken der narrativen Philosophie. Viele Untersuchungen im Anschluss an die genannten Grossbegriffe, die in „Theorien“ „der Natur“, „des Glücks“ oder „der Vernunft“ münden, führen, wie er im Anschluss an John Dewey feststellt, zu vereinfachenden, deshalb irreführenden und essentialistischen Sichtweisen auf die Geschichten der Einzelwesen.

## Schriften
- Die Wahrnehmungen der Organismen. Über die Voraussetzungen einer naturalistischen Theorie der Erfahrung in der Metaphysik Whiteheads. Dissertation Universität Heidelberg 1988/1989. Vandenhoeck & Ruprecht, Göttingen 1990, ISBN 3-525-30500-1.
- (Hrsg.:) Im Netz der Gewohnheit. Ein philosophisches Lesebuch. Junius, Hamburg 1993, ISBN 3-88506-217-8.
- Gesetz und Distanz. Studien über die Prinzipien der Gesetzmässigkeit in der theoretischen und praktischen Philosophie. Teildruck von Gesetze der Habilitationsschrift Heidelberg 1993. Winter Verlag, Heidelberg 1996, ISBN 3-8253-0421-3.
- Alfred North Whitehead. Beck, München 1998, ISBN 3-406-41947-X.
- Notwendigkeit, Experiment, Zufall. Zum Gesetzesbegriff in Geschichte und Gegenwart. (= Kasseler Philosophische Schriften, Band 4). Herausgegeben von der Interdisziplinären Arbeitsgruppe für philosophische Grundlagenprobleme. Universität Kassel 1999.
- (Hrsg.:) „Die Erfahrungen, die wir machen, sprechen gegen die Erfahrungen, die wir haben“. Über Formen der Erfahrung in den Wissenschaften. Duncker und Humblot, Berlin 2000, ISBN 3-428-10096-4
- (Hrsg.:) Naturgesetze. Mentis, Paderborn 2005, ISBN 3-89785-410-4
- Erkenntnis und Praxis. Zur Philosophie des Pragmatismus. Suhrkamp, Frankfurt am Main 2006, ISBN 3-518-29376-1 (Rezension)
- Die Macht des Zufalls. Vom Umgang mit dem Risiko. Siedler, Berlin 2006, ISBN 3-937989-23-4
- (Hrsg.:) Baruch de Spinoza: Ethik in geometrischer Ordnung dargestellt. Akademie, Berlin 2006, ISBN 3-05-004126-9
- Eine kleine Geschichte des Naturgesetzbegriffs. Suhrkamp, Frankfurt am Main 2008, ISBN 978-3-518-29464-2
- Das vollkommene Leben. Vier Meditationen über das Glück. Hanser, München 2009, ISBN 978-3-446-23428-4; dtv, München 2011, ISBN 978-3-423-34681-8
- Tunguska oder Das Ende der Natur. Hanser, München 2011, ISBN 978-3-446-23767-4
- Die Lehren der Philosophie. Eine Kritik.[5] Suhrkamp, Berlin 2014, ISBN 978-3-518-58605-1
- Die Dritte Aufklärung. Nicolai Publishing & Intelligence GmbH, Berlin 2018, 91 Seiten, ISBN 978-3-96476-002-9
- Die Wildnis, die Seele, das Nichts. Über das wirkliche Leben. Hanser, München 2020, ISBN 978-3-446-26577-6.
- (Hrsg. mit Kai Marchal:) Weisheit. Neun Versuche. Matthes & Seitz, Berlin 2021, ISBN 978-3-7518-0528-5.[6]
- (Hrsg. mit Michael Hagner:) Paul Feyerabend: Historische Wurzeln moderner Probleme. Vorlesung an der ETH Zürich 1985. Suhrkamp, Berlin 2023, ISBN 978-3-518-58805-5.
- Wozu? Eine Philosophie der Zwecklosigkeit. Hanser, München 2024. ISBN 978-3446279162

## Quelle
- Michael Hampe: Schriftenverzeichnis.